# Сидоров, Иван Захарович
Иван Захарович Сидоров (1909—1943) — заместитель командир батальона по политической части 38-го гвардейского Краснознамённого стрелкового полка 14-й гвардейской стрелковой дивизии 57-й армии Степного фронта, гвардии старший лейтенант. Герой Советского Союза.

## Биография
Родился в 1909 году в селе Чибирлей (ныне — Кузнецкого района Пензенской области) в семье рабочего. Русский. Член ВКП(б) с 1938 года. В детстве вместе с родителями переехал в посёлок Войков под городом Кулебаки Горьковской области. В 1925 году окончил семилетнюю школу, поступил лесорубом на лесоразработки.
В ноябре 1931 года был призван на срочную службу в Красную Армию. После демобилизации в 1934 году приехал в город Горький и стал работать начальником бюро пропусков на заводе «Красное Сормово». Позднее был помощником коменданта завода, затем начальником военизированной охраны.
Когда началась Великая Отечественная война, Сидоров стал добиваться отправки на фронт, трижды писал рапорты с просьбой снять с него «бронь» и направить в действующую армию. Только в апреле 1942 года его просьбу удовлетворили. Он прошёл курсы политсостава и в августе того же года в звании младшего политрука направлен на Сталинградский фронт в 14-ю гвардейскую стрелковую дивизию.
Прибыв в дивизию, Сидоров получил назначение в 38-й гвардейский стрелковый полк политруком роты противотанковых ружей. В октябре после упразднения должности политруков, стал заместителем командира роты по политической части. В составе полка лейтенант Сидоров участвовал в окружении и окончательном разгроме гитлеровских войск под Сталинградом. В декабре 1942 года был ранен, а вскоре награждён орденом Отечественной войны 2-й степени.
С 14-й гвардейской стрелковой дивизией Сидоров участвовал в мае 1943 года в оборонительных боях на реке Северский Донец, в июле — в Курской битве, а с начала августа — в Белгородско-Харьковской наступательной операции и освобождении Левобережной Украины, вышел к реке Днепр. Особо отличился в боях при форсировании Днепра.
Батальону, где служил гвардии старший лейтенант Сидоров, был дан приказ — форсировать Днепр и овладеть островом Пушкаревский. Накануне операции замполит провёл большую работу по мобилизации воинов на выполнение боевой задачи. 27 сентября 1943 года в составе первой группы десантников он форсировал реку севернее города Верхнеднепровск Днепропетровской области. Достигнув острова, под сильным огнём противника организовал оборону на совершенно голой песчаной отмели и прикрывал огнём переправу остальных подразделений батальона. В бою на острове личным примером поднял бойцов в атаку, в рукопашной схватке уничтожил трёх гитлеровцев. Был ранен, но не покинул поля боя. Погиб в этом бою.
Указом Президиума Верховного Совета СССР от 20 декабря 1943 года за мужество и героизм, проявленные при форсировании реки Днепр, гвардии старшему лейтенанту Сидорову Ивану Захаровичу присвоено звание Героя Советского Союза посмертно.
Похоронен на месте боя на острове Пушкарском в братской могиле.
Награждён орденами Ленина, Отечественной войны 2-й степени. Его имя носит улица в Нижнем Новгороде, речное судно Волжского речного пароходства. На здании штаба охраны завода, где он работал, установлена мемориальная доска. Имя Героя вписано золотом на гранитной стеле в Нижегородском кремле среди имен нижегородцев — Героев Советского Союза.